# Borre Sogn
Borre Sogn er et sogn i Stege-Vordingborg Provsti (Roskilde Stift).
I 1800-tallet var Borre Sogn et selvstændigt pastorat. Det hørte til Mønbo Herred i Præstø Amt. Borre sognekommune blev ved kommunalreformen i 1970 indlemmet i Møn Kommune, der ved strukturreformen i 2007 indgik i Vordingborg Kommune.
I Borre Sogn ligger Borre Kirke.
I sognet findes følgende autoriserede stednavne:
- Borre (bebyggelse, ejerlav)
- Bøgebjerg (bebyggelse)
- Holmehuse (bebyggelse)
- Kobbelhuse (bebyggelse)
- Lisbjerg (bebyggelse)
- Ny Borre (bebyggelse, ejerlav)
- Nørreby (bebyggelse, ejerlav)
- Råby Sandlodder (bebyggelse)
- Råbymagle (bebyggelse, ejerlav)
- Søbjerg (bebyggelse)
- Sønderby (bebyggelse, ejerlav)
- Ålebæk (bebyggelse, ejerlav)